# Herb Czarnego Dunajca

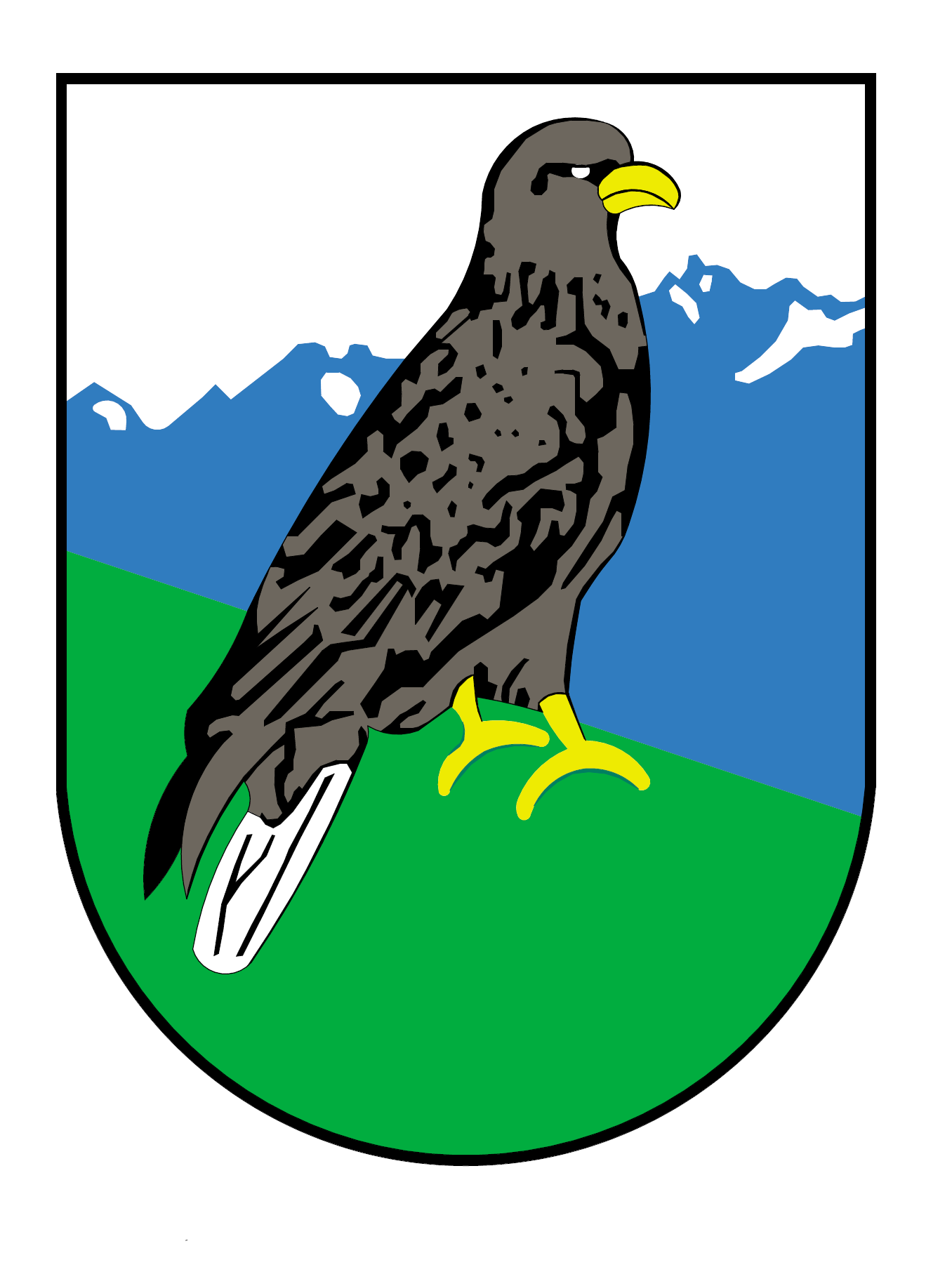
Dawny herb Czarnego Dunajca

Herb Czarnego Dunajca – jeden z symboli Czarnego Dunajca i gminy Czarny Dunajec.

## Wygląd i symbolika
Herb przedstawia na tarczy koloru czerwonego srebrnego orła ze złotą koroną oraz złotymi szponami, a pod nim dwie srebrne ciupagi ze złotymi ostrzami. 